# Kufstein
Kufstein – miasto w Austrii, w kraju związkowym Tyrol, siedziba powiatu Kufstein. Leży przy granicy z Niemcami, nad rzeką Inn. Liczy 18401 mieszkańców (1 stycznia 2015).
W mieście znajduje się stacja kolejowa Kufstein.
W czasie II wojny światowej centrum miasta zostało zbombardowane.
W mieście znajduje się zabytkowy kościół Św. Wita zbudowany w 1420 roku.

## Współpraca
Miejscowości partnerskie:
- Frauenfeld, Szwajcaria
- Langenlois, Dolna Austria
- Rovereto, Włochy